# Bernard Amsalem

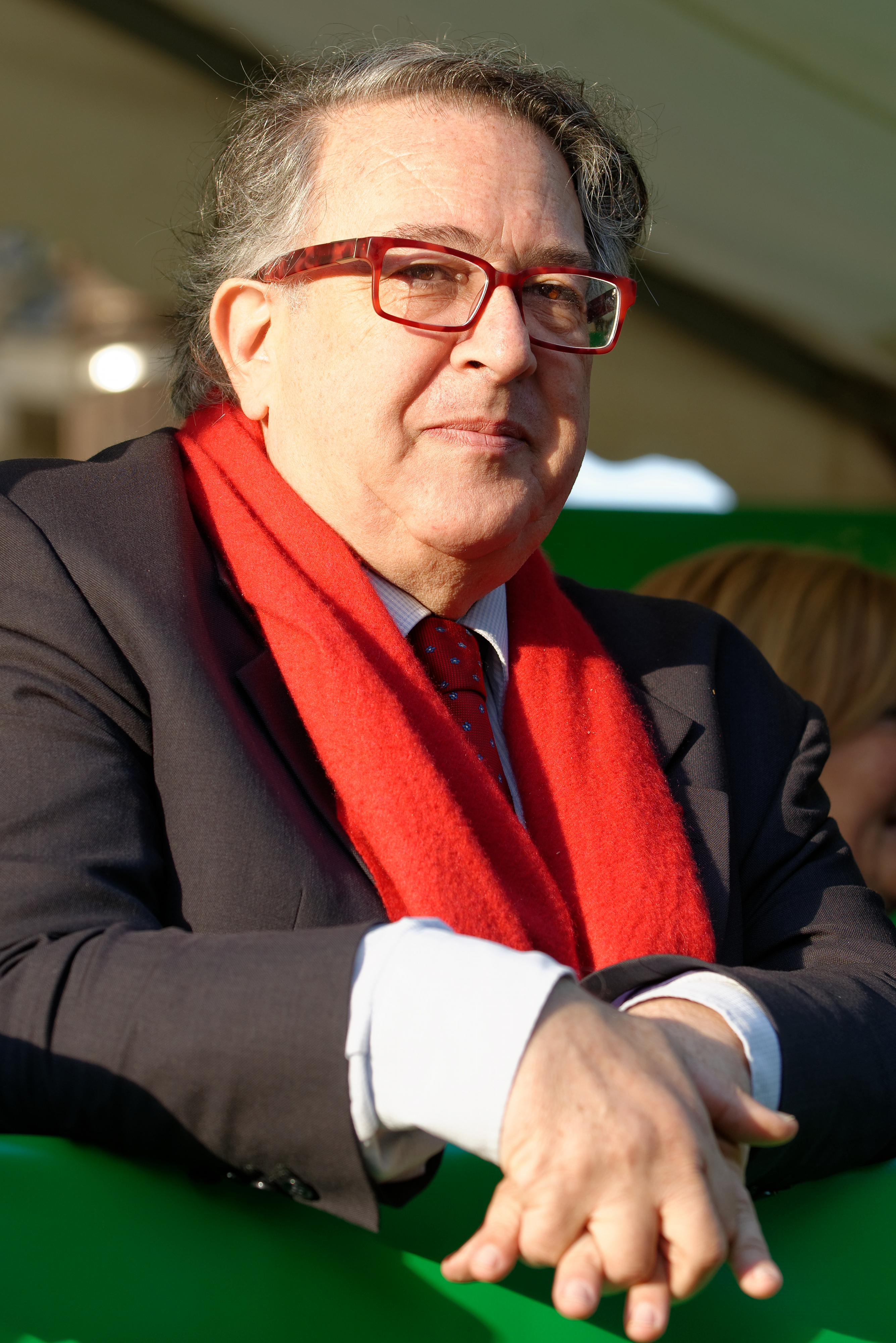
Bernard Amsalem

Bernard Amsalem (ur. 18 listopada 1951) – francuski działacz sportowy. Od stycznia 2001 jest szefem Fédération Française d'Athlétisme. W latach 1981–2001 pełnił funkcję mera Val-de-Reuil.